# Ludwig Lange (architecte)
Pour les articles homonymes, voir Ludwig Lange et Lange.
Ludwig Lange (né le 22 mars 1808 à Darmstadt et décédé le 31 mars 1868 à Munich) est un peintre et architecte allemand.

## Biographie

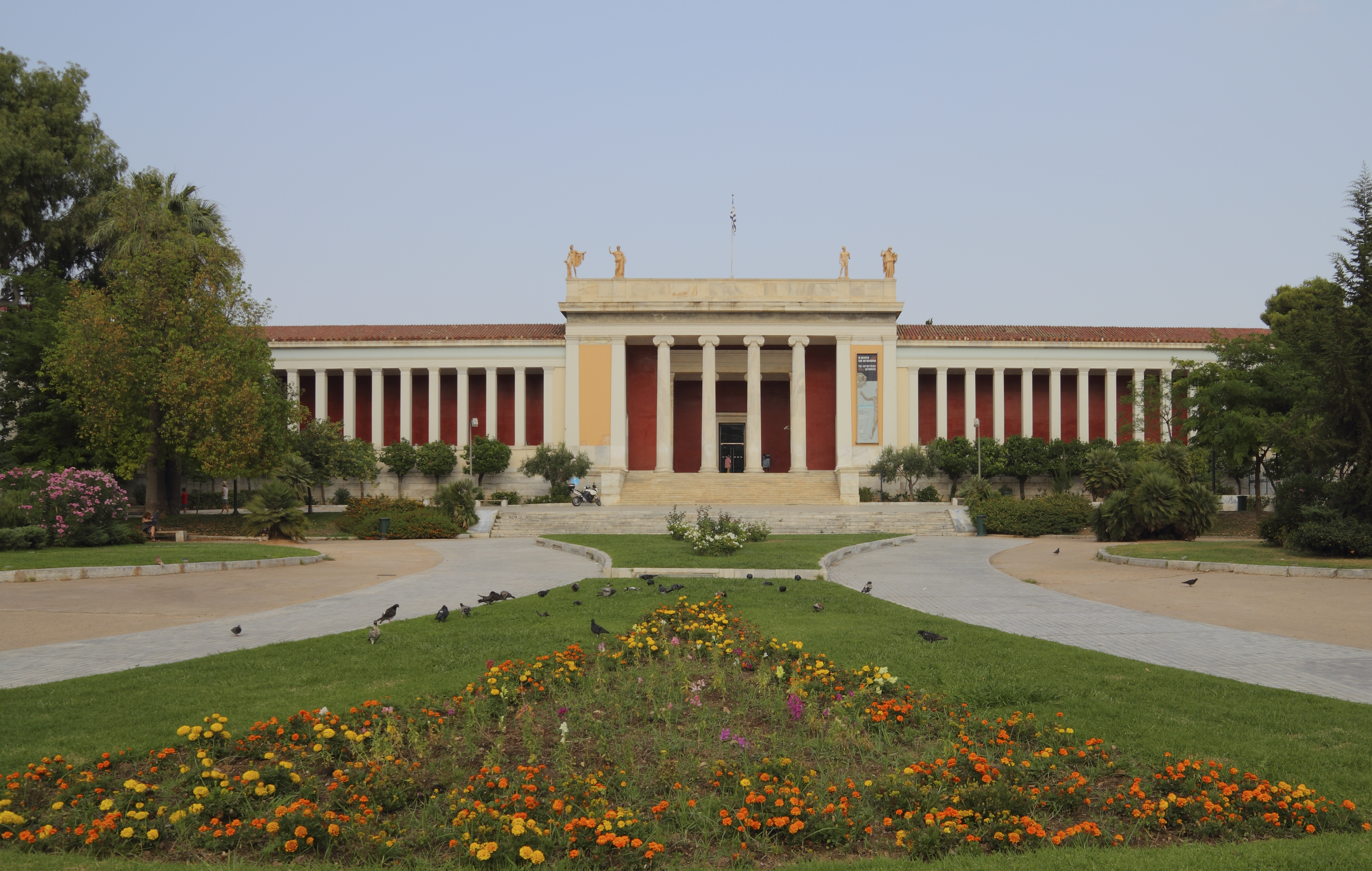
Le Musée national archéologique d'Athènes

Il était le fils d'un panetier. En 1823, il commença son apprentissage d'architecte auprès de Georg August Lerch (en). Puis, de 1826 à 1830 avec Georg Moller. De 1830 à 1834, il fut l'élève du peintre paysagiste Carl Rottmann à Munich. En 1834, il fit un premier voyage d'études en Grèce. En 1835, il devint professeur de dessin au tout nouveau lycée d'Athènes. Il revint à Munich en 1838 et commença une série de voyages d'études à travers l'Allemagne qui donnèrent ses séries de lithographies des cathédrales allemandes.
En 1847, il entra dans le corps enseignant à l'Académie des beaux-arts de Munich.
De sa propre initiative, il proposa au début des années 1860 des plans pour le Musée national archéologique d'Athènes. S'ils ne furent pas retenus, ils furent repris à partir de 1864 comme base pour la construction du bâtiment.
Ludwig Lange est enterré à l'ancien cimetière du Sud (Munich).

## Bibliographie

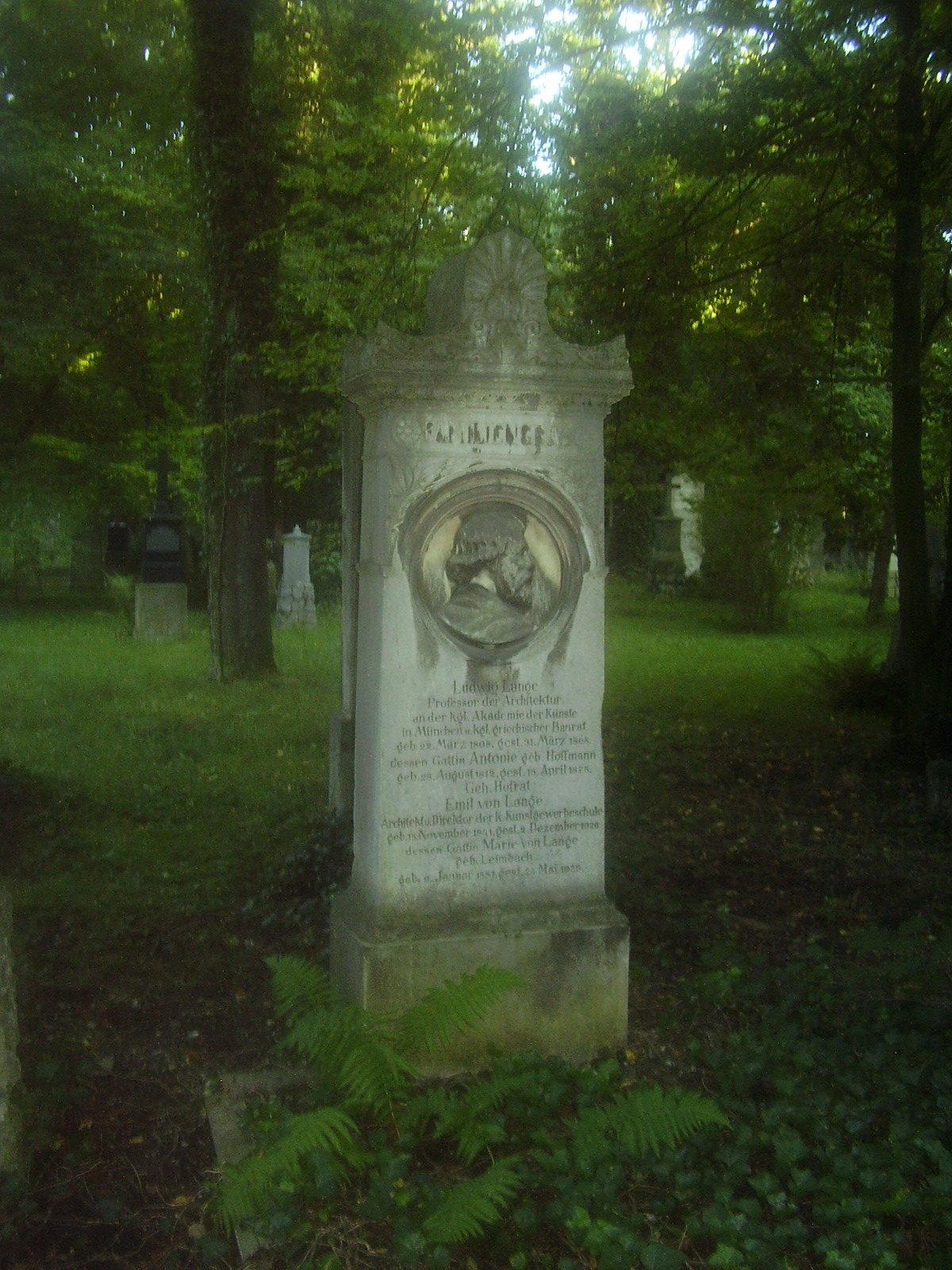
Tombe de Ludwig Lange